# 長崎県道15号崎戸大島線
長崎県道15号崎戸大島線（ながさきけんどう15ごう さきとおおしません）は、長崎県西海市を通る県道（主要地方道）である。

## 概要
西海市崎戸町本郷から西海市大島町に至る。西海市の旧・崎戸町内では炭鉱住宅として使われていた廃アパート群が沿線に立ち並ぶ。

### 路線データ
- 起点：長崎県西海市崎戸町本郷
- 終点：長崎県西海市大島町（大島馬込港、長崎県道194号黒瀬馬込港線・長崎県道243号寺島馬込港線終点）
- 総延長：11.1 km

## 歴史
- 1954年（昭和29年）1月20日 - 建設省（現・国土交通省）が主要地方道に指定[1]。
- 1955年（昭和30年）1月21日 - 長崎県が主要地方道として路線認定。
- 1972年（昭和47年）2月1日 - 長崎県が整理番号を15へ変更。
- 1993年（平成5年）5月11日 - 建設省から、主要県道崎戸大島線が崎戸大島線として主要地方道に再指定される[2]。

## 路線状況
蛎浦島西端部や蛎浦湾沿岸を除くと2車線化されている。
起点は崎戸島東端の本郷にある。本郷橋で蛎浦島に渡り、センターラインなし区間を越えると、蛎浦島南部の台地に上る。蛎浦湾を崎戸橋で渡り、ループ線で蛎浦湾沿岸に下る。崎戸橋付近の区間はセンターラインがない。
蛎浦島の北部から中切大橋までの区間は、北岸沿いの新道に切り替えられている。
大島町では概ね南岸沿いを通る。長崎県道243号寺島馬込港線が合流する真砂交差点で左折し、馬込港で終点となる。

### 重複区間
- 長崎県道243号寺島馬込港線（西海市大島町・真砂交差点 - 西海市大島町（終点））

### 道路施設

#### 橋梁
- 崎戸橋（西海市）
- 中戸大橋（中戸瀬戸、西海市）

## 地理

### 通過する自治体
- 長崎県
  - 西海市

### 交差する道路
| 交差する道路                                                     | 交差する場所 | 交差する場所 |
| ---------------------------------------------------------------- | ------------ | ------------ |
| 長崎県道243号寺島馬込港線 重複区間起点                           | 大島町       | 真砂交差点   |
| 長崎県道194号黒瀬馬込港線 長崎県道243号寺島馬込港線 重複区間終点 | 大島町       | 終点         |

### 沿線
- 咲き都ハーブ園
- 西海市役所 崎戸総合支所
- 長崎県立大崎高等学校
- 蛤海水浴場
- 西海市役所 大島総合支所